# Castel di Mura (Lancisa)
(frase attribuita a Niccolò Machiavelli da Ludovico Zdekauer)
Castel di Mura è stato un castello signorile dove, dal XIV secolo, fu edificata una fortezza del Comune di Pistoia. I suoi resti si trovano sul Monte Castello tra le Valli del Verdiana, del Volata e del Lima.

## Le origini
Le fonti scritte non danno notizie della costruzione del castello dove, nel 1332, il Comune di Pistoia stabilì di costruire una fortezza. In quel momento il castello era già indicato come Castrum de Muris (Castel di Mura) ed erano presenti abitazioni e strutture difensive come la torre e le mura. Le Provvisioni del Comune ricordano anche i nomi di alcuni dei suoi abitanti: ser Giovanni di Massimo, Graziano di Masino da Lizzano e Turino di Migliorato da Lizzano.
Gli storici come Fioravanti e l'anonimo autore delle Storie Pistoiesi riportano notizie di un saguinoso scontro avvenuto nel castello già nel 1303 quando i Bianchi di Pistoia attaccarono Castel di Mura, tenuto in quel momento dai lucchesi e dai pistoiesi neri. Lo scontro vide la distruzione del castello e la sconfitta dei Bianchi con la morte di duecento uomini e di ventotto cavalli. 
Un’altra fonte ricorda Castel di Mura, attorno al 1330, come scenario dell’uccisione di Masino di ser Orlando, Como d’Antonio e di altri uomini di Lizzano e della Montagna pistoiese per mano di Iacopo di Bonaccorso e Tomasino di Fortebraccio de’ Tedici (figlio di Filippo Tedici).  La notizia di questo episodio ci giunge attraverso la sentenza di condanna che punì Iacopo e Tomasino Tedici, insieme ai loro complici, con l’esilio e la confisca dei beni.  Questo fatto di sangue ebbe probabilmente ampia risonanza tanto da essere portato ad esempio, l’anno successivo o poco dopo, nell’Ottimo commento della Divina Commedia per commentare la vicenda di frate Alberigo dei Manfredi, anch’esso traditore degli ospiti, descritta nel XXXIII canto dell’Inferno.
La fortezza è stata sede del Capitanato della Montagna dal 1355 al 1361.  

## L'abbandono
Nel silenzio dei documenti che non danno notizie chiare sulla distruzione del castello, le indagini archeologiche, in corso dal 2017, hanno riconosciuto un progressivo abbadono dell'abitato a partire dal XV secolo che sembra definitivamente abbandonato nel XVI secolo. L'area del castello è occupata da appezzamenti di terra destinati alle coltivazioni e le strutture diventano cave di materiali da costruzione.
Castel di Mura è ricordato ancora nei racconti delle lotte tra le famiglie pistoiesi dei Panciatichi e dei Cancellieri, quando, nel 1502, i Panciatichi si arroccano nella chiesa e nel Campanile di Lizzano e gli assedianti Cancellieri sono costretti a rifugiarsi nel monte dove è il Castel di Mura per l’arrivo di altre truppe dei Panciatichi che si fortificano sopra L’Ancisa. Non è chiaro da questo passo però se il castello in quel momento era ancora abitato.
Settanta anni dopo, nel diario del piovano Girolamo Magni (1578) si parla di Lizzano come possibile luogo per l’edificazione di una nuova fortezza alla moderna voluta da Francesco I Medici per dare alla montagna pistoiese, priva di fortezze, una difesa sicura. La fortezza avrebbe dovuto essere costruita «nel luogo detto Castel di Mura, dove eran le reliquie d’una fortezza anticamente cominciata e non finita». Nella descrizione il luogo è abbandonato e le sue strutture sembrano poco leggibili, tanto da apparire incompiute.
Nel XVIII secolo il castello sembra scomparire anche dalle mappe:  non è più presente, ad esempio, nella Mappa di Pistoia e della sua vasta Diocesi con la città di Prato fatta incidere con le sue giuste misure dall’Ill.mo e R.mo Monsignore Colombino Bassi vescovo dell’una e dell’altra città, l’Anno 1727, né nella mappa di Pistoia, voluta da Antonio Matani nella sua opera Delle produzioni naturali del territorio pistoiese. Relazione istorica e filosofica (1762).

## Memoria e riscoperta
I ruderi dell'insediamento, tuttavia, dovevano essere ancora ben visibili nella prima metà del XVIII secolo, stando a quanto indicato da Jacopo Maria Fioravanti e alla descrizione fornita da Domenico Cini nelle Osservazioni storiche sull’antico stato della Montagna Pistoiese, con un discorso su l’origine di Pistoia (1737):
«le muraglie che la circondavano si vedono alquanto alte da terra e dentro si osservano ... le fondazioni del cassero di essa, di una gran torre, di una cisterna sotterranea intatta».
Dopo questo periodo, la memoria del castello sembra perdersi del tutto. Nel XIX secolo un'area molto ampia del monte risultava accatastata come castagneto con seccatoio mentre la sommità fu usata come seminativo fino alla metà del XX secolo.
In epoca recente i pochi resti visibili del castello furono segnalati da Vasco Melani, direttore del Museo Civico di Pistoia e Ispettore onorario della Soprintendenza archeologica toscana, che nel 1968 vi effettuò un sopralluogo, riconoscendo il perimetro esterno delle mura, la torre e la cisterna. La segnalazione di Vasco Melani permise di inserire Castel di Mura nel Repertorio dei Beni Architettonici e Ambientali della Montagna Pistoiese (1977).
Negli studi storici, la memoria della fortezza in realtà non fu mai persa e questo fece sì che Castel di Mura venisse inserito anche nel Piano Strutturale del comune di San Marcello P.se (2010) dove venne definito come area archeologica seppure con un’errata attribuzione ad epoca altomedievale.
Castel di Mura è stato oggetto di indagini di superficie nel 2003 durante il survey archeologico Paesaggi e insediamenti dalla Montagna Pistoiese.
Dal 2014, un gruppo di lavoro formato da amministratori, ricercatori e volontari ha dato avvio a un progetto per il recupero dell'area del castello che, agendo in stretta collaborazione con la Soprintendenza di riferimento, ha coinvolto le comunità locali riportando all'attenzione la memoria dell'antica fortezza e del castrum.
Dal 2017 nel sito sono in corso ricerche archeologiche in concessione ministeriale.